# Moravské a Slezské informační centrum
Moravské a Slezské informační centrum, ve zkratce MaSIC, byl jeden z nejradikálnějších moravistických politických a informačních subjektů, působící v Československu a Česku od června 1992. Fungoval v propojení s ostatními moravistickými subjekty a spolupracoval i s dalšími stranami, které se profilovaly na moravské otázce (například SPR-RSČ či Levý blok). Jeho poslední výrazné aktivity jsou spojeny s radikálním levicovým subjektem Sjednocená fronta. Po celou dobu své existence byl výrazně spojen s osobou předsedy Josefa Pecla a mnohdy se pohyboval na hraně zákona.

## Vznik a vztah k ostatním subjektům

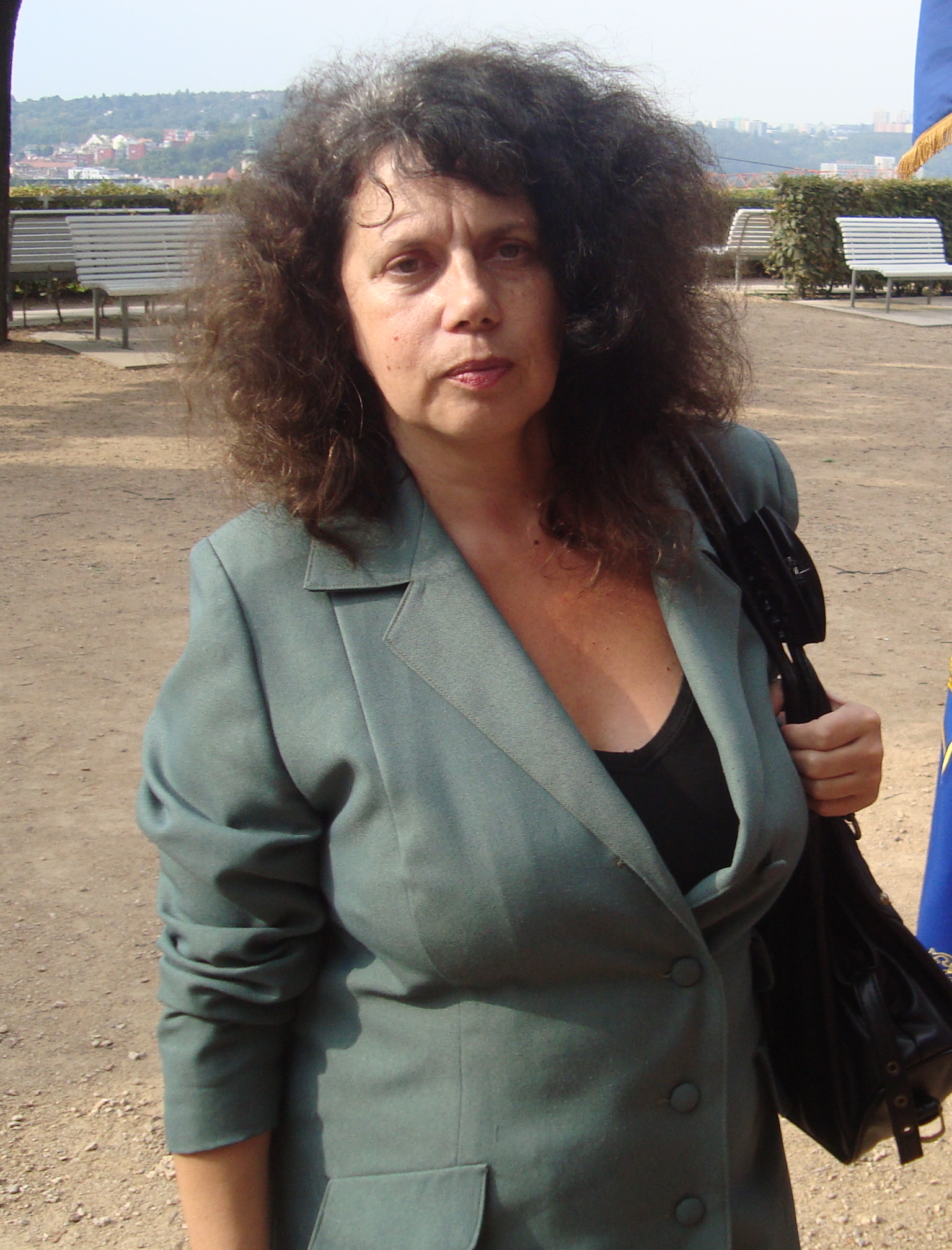
Alena Ovčačíková, jedna z hlavních iniciátorů Moravského a Slezského informačního centra

MaSIC vznikl v červnu 1992 v Olomouci. Jeho hlavními iniciátory byli Josef Pecl a poslankyně Federálního shromáždění zvolená za Hnutí za samosprávnou demokracii - Společnost pro Moravu a Slezsko Alena Ovčačíková. Za svůj hlavní cíl si MaSIC vytkl koordinaci všech politických stran a hnutí v otázce obnovení práv Moravy s českou částí Slezska. Definovalo se jako „přísně nadstranický, účelový a tím i dočasný subjekt“. Předsedou MaSIC a jeho hlavní osobou se stal Josef Pecl z Brna.
Schůzek MaSIC se účastnily různé politické subjekty, včetně SPR-RSČ, Levého bloku a Unie mužů. Pozorovatelem za Hnutí za samosprávnou demokracii - Společnost pro Moravu a Slezsko u MaSIC byl poslanec České národní rady Pavel Balcárek. Aktivity MaSIC byly spojeny zejména s Moravským sdružením politických stran a hnutí (MaSIC měl toto sdružení institucionalizovat), Moravskoslezským sněmem a Moravskoslezskou vládou (pokusy o vytvoření moravských státních struktur na území Moravy a Českého Slezska) a Moravskoslezským hnutím (platforma uvnitř HSD-SMS). Tyto subjekty byly z větší části ideově podobné a personálně provázané. Jejich činnost se tak vzájemně překrývala ve složitém komplexu mnohavrstevných vztahů.
V osobě Josefa Pecla MaSIC dostával prostor v časopise ultrapravicových nacionalistických katolíků Dnešek, vycházejícím v letech 1991 až 1993. Josef Pecl byl též pozván do Moskvy předsedou Liberální demokratické strany Ruska Vladimirem Žirinovským. Toto setkání se však vzhledem ke krátkosti termínu a problémům s dopravou neuskutečnilo.
Poslední viditelnější aktivity MaSIC jsou spojeny s radikálním levicovým subjektem Sjednocená fronta, jehož součástí byla vedle MaSIC a dalších subjektů i Strana československých komunistů Ludvíka Zifčáka. 15. června 2000 se Sjednocená fronta na tiskové konferenci v Brně označila za hlavního pořadatele všech protestů proti zasedání MMF v Praze.

## Témata
Rétorika Moravského a Slezského informačního centra byla srovnatelná s rétorikou Hnutí za samosprávnou demokracii – Společnost pro Moravu a Slezsko v jeho bártovském období a Moravskou národní stranou v jejím dřímalovském období. Postupem doby se MaSIC stávala stále více radikální.
Ve svých proklamacích a analýzách se centrum odvolávalo na historickou a náboženskou specifičnost Moravy a její údajné vykořisťování ze strany pražského byrokratického centra. Stále opakovalo stejná témata (údajná zmanipulovanost sčítání lidu v roce 1991, ekonomická likvidace Moravy, kulturní genocida moravského národa ze strany Čechů, nelegitimita institucí Česka na území Moravy). Historické souvislosti a argumenty často vykládalo tendenčně či je překrucovalo.
O Česku MaSIC vždy hovořil jako o „tzv. České republice“ a bylo pro něj nepřijatelné, resp. nelegální vše, co obsahovalo přídavné jméno „české“ či „česká“. Podle názoru předsedy Josefa Pecla vznikla Česká republika v roce 1949, je výsledkem komunistické totality a jde o nehomogenní celek, který se v rámci evropské integrace stejně rozdělí.
Ve vztahu ke sčítáním lidu MaSIC požadoval, aby na sčítacích formulářích byla vždy výslovně uvedena národnost moravská a slezská, pro území Moravy a Slezska navíc na prvním místě.

## Činnost
19. prosince 1992 na setkání v Kroměříži shromážděné moravistické subjekty odmítly ústavu „tzv. České republiky“ a odmítly uznat legitimitu „tzv. České národní rady“. Dále vyzvaly Moravskoslezský sněm k přijetí ústavy Moravy a Slezska, vyhlášení co nejdříve voleb do Moravskoslezského sněmu a neodkladnému navázání spolupráce s politickými reprezentacemi Slovenska, Polska, Rakouska a Čech. Též apelovaly na vlády demokratických států, aby „v duchu Listiny základních práv a svobod člověka a Charty o samosprávě neuznaly tzv. Českou republiku a její protektorát nad Moravou a částí Slezska“.
12. června 1993 MaSIC uspořádalo jednání čtrnácti politických stran, hnutí, občanských iniciativ a měst v Olomouci. Účastníci vydali prohlášení, podle kterého „Moravě přísluší právo rozhodnout o svém postavení v Evropě a to i mimo rámec tzv. České republiky“ a „současný český šovinismus, který je příčinou likvidace moravského hospodářství, zemědělství, kultury a vzdělanosti, nabývá rozměrů genocidy páchané na moravském národě“.
Pravděpodobně v roce 1994 MaSIC vydal dokument s názvem Charta Moravorum. V ní vyzval k aktům občanské neposlušnosti vůči Čechům, a to od přepisování tvarů slova „český“ na tabulích s názvy podniků, přes přemazávání znaku Čech ve velkém státním znaku „tzv. České republiky“ a přemazávání malého státního znaku „tzv. České republiky“, až po vytváření „vlastní moravské obranné struktury“. Charta Moravorum též obsahovala osobní útoky na další dva moravisty – Jana Kryčera a Ivana Dřímala. Naznačovala, že Kryčerovo vedení Hnutí za samosprávnou demokracii - Společnost pro Moravu a Slezsko a Dřímalovo vedení Moravské národní strany jsou pod kontrolou české bezpečnostní služby a mají tyto strany ve skutečnosti paralyzovat. Tyto osobní útoky souvisely s v té době vyhrocenými vztahy mezi MaSIC a těmito subjekty.

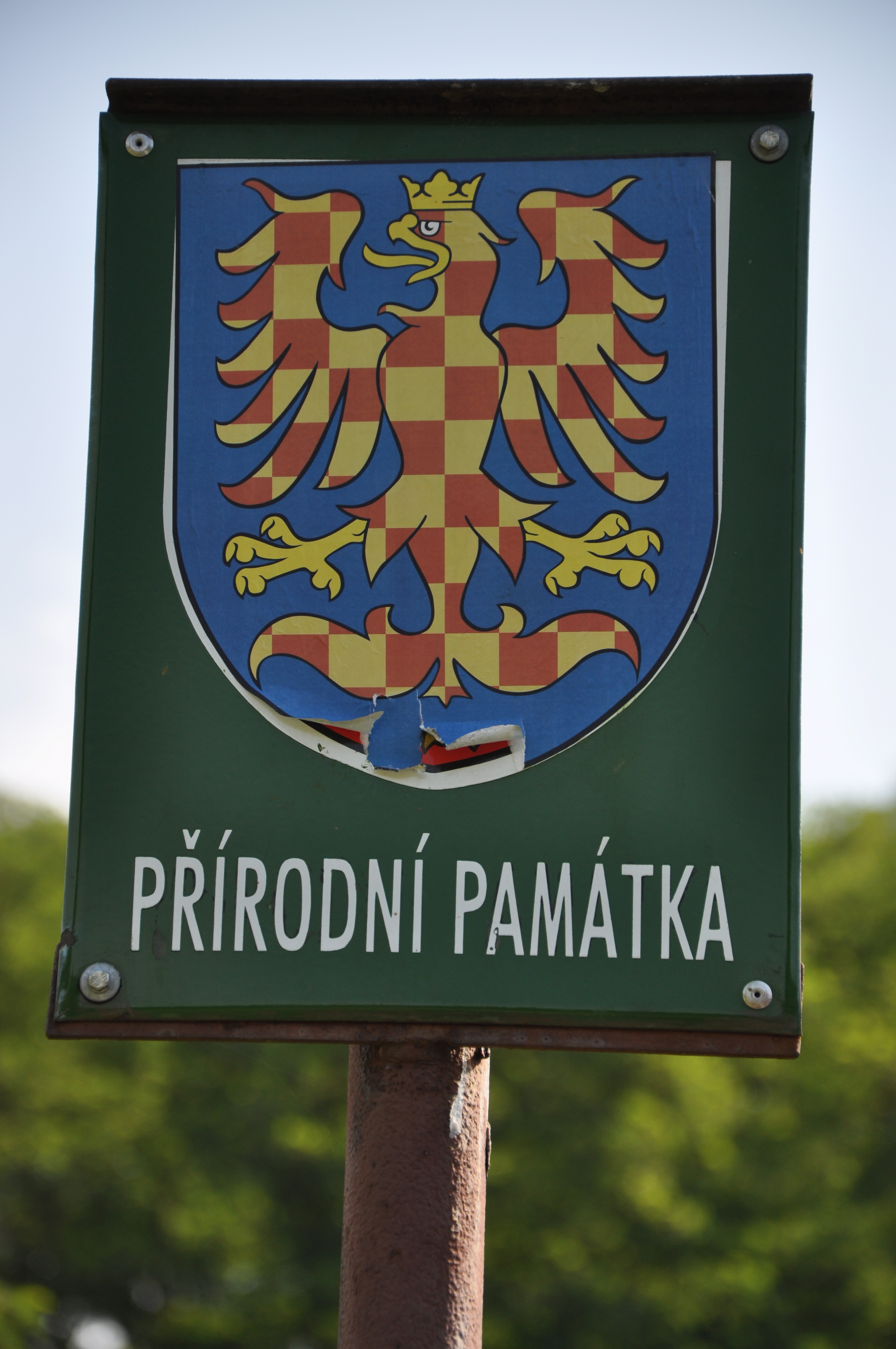
Malý státní znak České republiky (český lev), přelepený moravskou orlicí, přírodní památka Medlánecké kopce, Brno
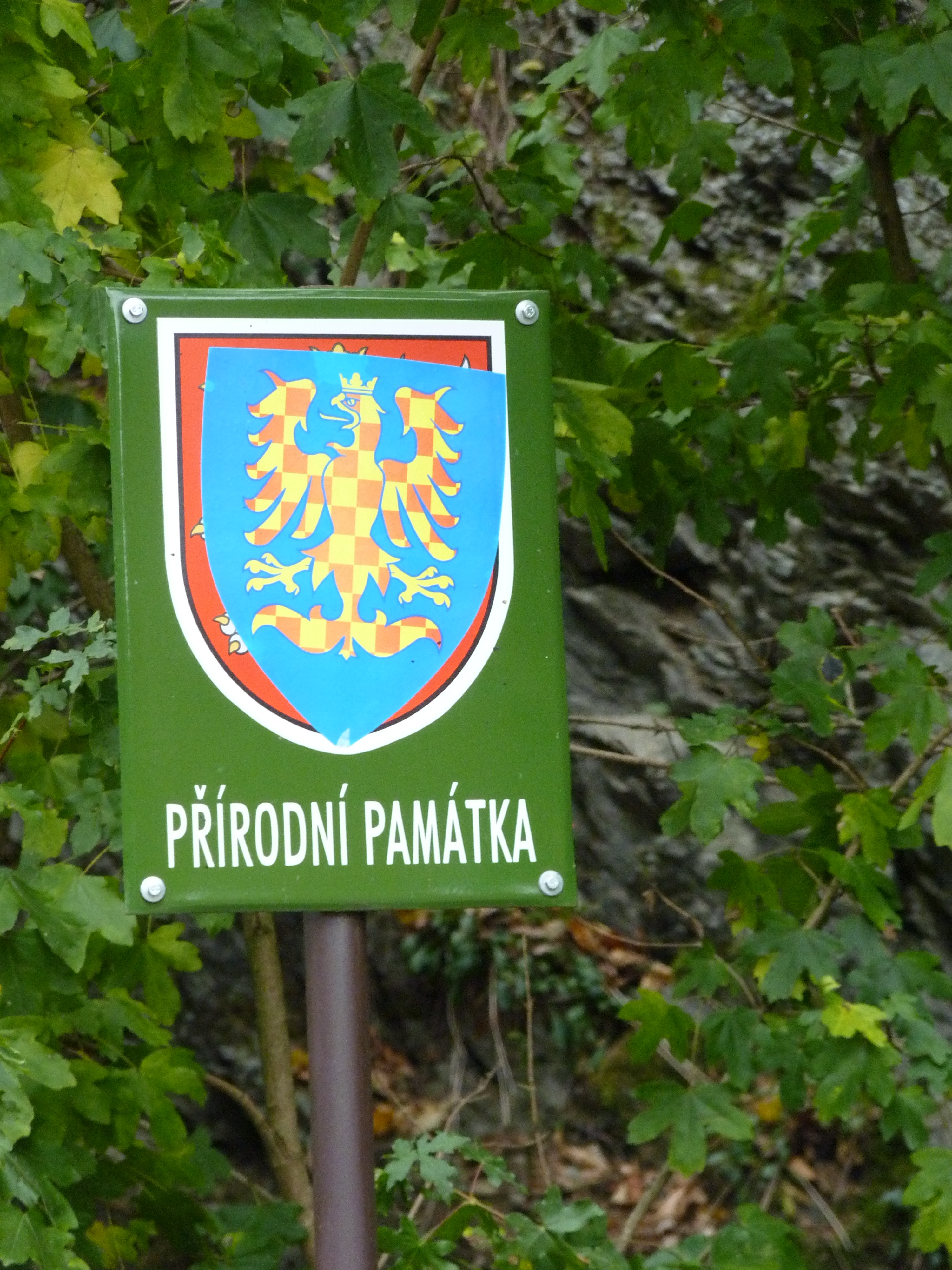
Malý státní znak České republiky (český lev), přelepený moravskou orlicí, přírodní památka Kůlny, Brno

Na popud MaSIC se 14. května 1994 sešli zástupci moravistických subjektů na setkání v Ostravě-Porubě. Vzhledem k zániku Československa a toho, že poslední volby proběhly ještě za jeho existence, požadovali vypsání předčasných parlamentních voleb a navrhli, aby bylo současně s komunálními volbami v roce 1994 provedeno nové zjištění národnosti obyvatel. Dále zaslali dopis bývalým poslancům Federálního shromáždění a poslancům České národní rady, zvoleným na Moravě a v Českém Slezsku v posledních volbách a vyzvali je k obraně práv moravského národa jejich sdružením v Moravskoslezském sněmu.
11. června 1996 požádal MaSIC úspěšně o registraci jako občanské sdružení. Základním cílem bylo stanoveno „usilování o spolupráci všech subjektů, které mají za cíl podporu občanské a národní identity občanů moravské a slezské národnosti“. 9. srpna 1996 vydal MaSIC programové prohlášení. V něm bylo konstatováno, že míra centralizace prostředků a jejich byrokratické rozdělování je dnes v „tzv. České republice“ údajně výrazně větší, než za éry socialismu a že hlavním úkolem MaSIC je boj proti údajným informačním bariérám a dezinformacím šířením pravdivých informací. Na výsledky parlamentních voleb v roce 1996, ve kterých moravistické strany ztratily zastoupení v parlamentu a přišly tak definitivně o politickou relevanci, reagoval MaSIC velmi kriticky. Moravistické strany obvinil ze znehodnocení odkazu Boleslava Bárty.